# Grand Prix 2015/2016 (volleyboll, damer)
Grand Prix 2015/2016 i volleyboll spelades helgen 9-10 januari 2016 i Fyrishov, Uppsala. Det var den 19:e upplagan av Grand Prix och de fyra lag som låg först i Elitserien i volleyboll efter tio omgångar (20 december 2015) fick delta. Engelholms VS vann titeln för andra gången i rad genom att vinna finalen över Hylte/Halmstad VBK med 3-2 i set. Svedala Volleyboll tog bronsplatsen genom att besegra Örebro Volley med 3-2 i set. Engelholm vann sin semifinal över Svedala med 3-2 medan Hylte/Halmstad vann sin semifinal över Örebro Volley med 3-1.